# Bernardo Quaranta

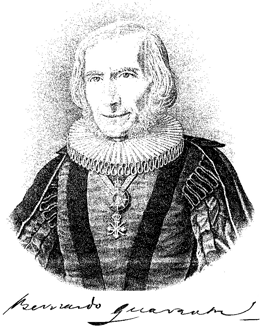
Bernardo Quaranta

Bernardo Quaranta, Baron von San Severino (* 24. Februar 1796 in Neapel; † 1867) war ein italienischer Archäologe. Er entstammte der normannischen Familie Quaranta aus Salerno.

## Leben
Quaranta befasste sich bereits in seiner Jugend intensiv mit klassischer Philosophie und Archäologie und wurde mit 20 Jahren zum Professor für Archäologie und griechische Literatur an der Universität Neapel berufen. Um die Ausgrabungen von Pompeji machte er sich international verdient. Darüber hinaus war er ab 1833 Herausgeber der „Bürgerlichen Annalen des Königreichs beider Sizilien“, die das offizielle Organ für Kultur und Wissenschaft Süditaliens waren. Er gilt als Gründer des Staatsarchivs von Neapel.
1840 wurde er zum Mitglied der französischen Académie des Inscriptions et Belles-Lettres gewählt. Die Académie royale des Sciences, des Lettres et des Beaux-Arts de Belgique nahm ihn 1854 als assoziiertes Mitglied auf. Neben seinen wissenschaftlichen Interessen zeigte er – wie später sein Sohn Francesco Saverio Quaranta – ein hohes Engagement für soziale Fragen und das Gesundheitswesen. Er schrieb 1854 eine Abhandlung zur Bekämpfung der Cholera.

## Werke
- Francesco Alvino und Bernardo Quaranta: Le antiche ruine di Capri disegnate e restaurate dall’architetto Francesco Alvino ed illustrate dal cavalier Bernardo Quaranta, Napoli: Tipografia Trani 1835
- La mitologia di Sileno, Napoli, 1828
- Cinque frammenti Greci, Heliodorus medicus, Napoli, 1867
- Saggio di osservazioni sopra le Tragedie di Eschilo,  Napoli, 1856